# Мучаки
Мучаки — деревня в Кудымкарском районе Пермского края. Входила в состав Ленинского сельского поселения. Располагается на правом берегу реки Юсьва южнее от города Кудымкара. Расстояние до районного центра составляет 26 км. По данным Всероссийской переписи населения 2010 года, в деревне проживало 15 человек (8 мужчин и 7 женщин).

## История
По данным на 1 июля 1963 года, в деревне проживало 130 человек. Населённый пункт входил в состав Верх-Юсьвинского сельсовета.